# قضاء المدينة
قَضاءُ المُدَيْنَة (باللهجة العراقية (اَلِمْدَيْنَة)) هو أحد أقضية محافظة البصرة، ويقع إلى الشمال من مركز مدينة البصرة، نشأت على ركام أثريّ لمدينة سومرية مندرسة وسط بطيحة البصرة حتى أصبحت حاضرة منطقة الجزائر قبل ألف عام.
كما إنّ القلاع والتلال المحيطة بها ما هي إلا مدن مندرسة تشير إلى حضارات متعاقبة اندثرت فيها، وقبل (450) سنة من الآن كانت (المدينة) تشكل وحدة إدارية مهمة (ناحية) تابعة لولاية البصرة، حيث كانت تسمى ناحية (نهر عنتر).
وتشكلت سنة 1574 م ـ 1575 م حسب مذكرة الوثيقة العثمانية المرقمة 534

## التسمية
المْدَيْنَة (بتسكين الميم وفتح الدال وتسكين الياء وفتح النون)، والاسم مأخوذ من تصغير (المدينة) بعد (تلهيجة) تبعا لطبيعة السياق المحلي للمدينة، فالاسم هذا تعبير عامي عن الفرح والتحبب بقيام بنية حضارية على تل سومري مندرس قبل أكثر من خمسمائة سنة.

## موقع قضاء المدينة
يقع هذا القضاء في شمال غرب محافظة البصرة على الضفة الجنوبية والغربية لنهر الفرات،
يحدها شرقاً قضاء القرنة وغرباً محافظة ذي قار شمالاً محافظة ميسان جنوبا قضاء الزبير، ترتبط المُدينة بطرق رئيسية مع كل من قضاء القرنة محافظة ذي قار وتقع قضاء المدينة في الدرجة
30° 57' 28.77" شمالا
47° 16' 18.94" شرقا
تبعد قضاء المدينة عن مركز محافظة البصرة 95 كم
وهي نفس المسافة التي تبعدها عن مدينة الناصرية.
يبلغ عدد سكان قضاء المدينة ونواحيها حوال 255000 نسمه حسب تعداد عام 2009.

## نبذة عن المدينة
المدينة أو «المُدينة تصغير مدينة» كانت ولفترة قريبة من عمر ولاية البصرة في الفترة العثمانية تسمى بالجزائر، أو «الجزاير، جمع جزيرة» لكثرة الجزر حولها في مناطق الأهوار. من أشهر شخصياتها العلامة السيد نعمة الله الجزائري.
تشتهر المُدينه بالزراعة خصوصا زراعة النخيل
قال أنستاس الكرملي في مجلة لغب العرب المنشورة سنة 1927 "ليست بمَدينة وإنما قرية كبيرة على بز الفرات الأسفل، بين القرنة وسوق الشيوخ تكتنفها البطائح وفي ظهرها بادية العراق [وُ]جدت قبل القرن الحادي عشر. وهي حاضرة الجزائر سابقا وفيها مقر الأمارة على ربيعة البطائح والجزائر ولا يزال الأمارة متوطنا إياها وضواحيها ولكن شأنها اليوم شان أمرائها إذ انتقلت الزعامة إلى بيت الأسدي، بيت خيون وأصبحت القرنة حاضرة البطائح، وقبائل المدينة من ربيعة وهم بنو منصور ويجاورهم سعد.".

## النفط في قضاء المدينة
تمتاز قضاء المدينة بوجود النفط فيها حيث تطفو على بحر من النفط وتعتبر من المصادر الرئيسية في دعم ميزانية العراق حيث يوجد في المدينة حقل نفط غرب القرنة 1 الذي ينتج 500000 برميل يومياومستمر بالزيادة كل يوم وحقل نفط غرب القرنة 2 الذي بدأ بإنتاج النفط في 29 مارس عام 2014 بطاقة اولية 120000 برميل في اليوم وفي يوم 15 -5-2014 اعلنت شركة لوك اويل عن وصول إنتاجها إلى 200000 برميل في اليوم والان الإنتاج 450000 برميل / يوم وهو مستثمر من قبل شركة لوك اويل الروسية.
وإن أكبر احتياطي للنفط في العراق يوجد في قضاء المدينة ويبلغ 43 مليار برميل من احتياطي العراق حسب تصريح نائب رئيس الوزراء لشؤون الطاقة حسين الشهرستاني علما ان الاحتياطي النفطي العراقي 145 مليار برميل

## قضاء المدينة ونهر الفرات
يمر نهر الفرات على جانب واحد باتجاة القرنة، قادما من مدينة الجبايش ملاصقا جهة (المـدينة) الطويلة نسبيا، فكان على طول الزمن منهلا عذبا ومصدرا مائيا دائما للشرب ولسقي النخيل، وهو ذاته يفصل بين القضاء وناحية العز، وكانت وسيلة الاتصال هي السفن والزوارق ثم استقدمت (عبارة) كبيرة لهذا الغرض ولعبور السيارات وعربات النقل، فالطريق إلى مركز مدينة البصرة يمر عبر الفرات مرورا بالقرنة، ثم بني جسر حديث بدلا من العبارة.
ويمر فرع من الفرات بين قضاء المدينة وناحية طلحة يسمى (نهر عنتر) وقد بني عليه جسر حديث اخر وعلى هذا الجسر يمر الطريق الثاني الذي يربط مدينة (المدينة) بمدينة البصرة

## التقسيمات الإدارية لقضاء المدينة
تقسم الاقضية في العراق إلى نواحي ونواحي المدينة هي:
- المدينة (المركز)
- ناحية عزالدين سليم (الهوير)
- ناحية الامام الصادق(طلحة سابقاً)

اما قرى قضاء المدينة فهي:-
| - الســـوق - البوشاوي - الجزرة - الكصوان - الحسيـن - الخليفة - الفرج - السـواد - الســعيد - اليعقـوب - العلوان - البدران - حي الغدير | - حي الزهراء - المويل - الميرعثمان - النصيري - الشـروق - العبارة - الحيادر - نهر صالح - المعبر - العلـي - الشاهين - الحاج حمدي - البوحلوة | - البوغزلان - الجيبوت - الســودان - الجلال - الجنانية - الوحيــد - الجديع - الحدادية - العبـاس - السليم - بـاهله - قرى بني منصور - قرى أم الشويج |

## التعليم في قضاء المدينة

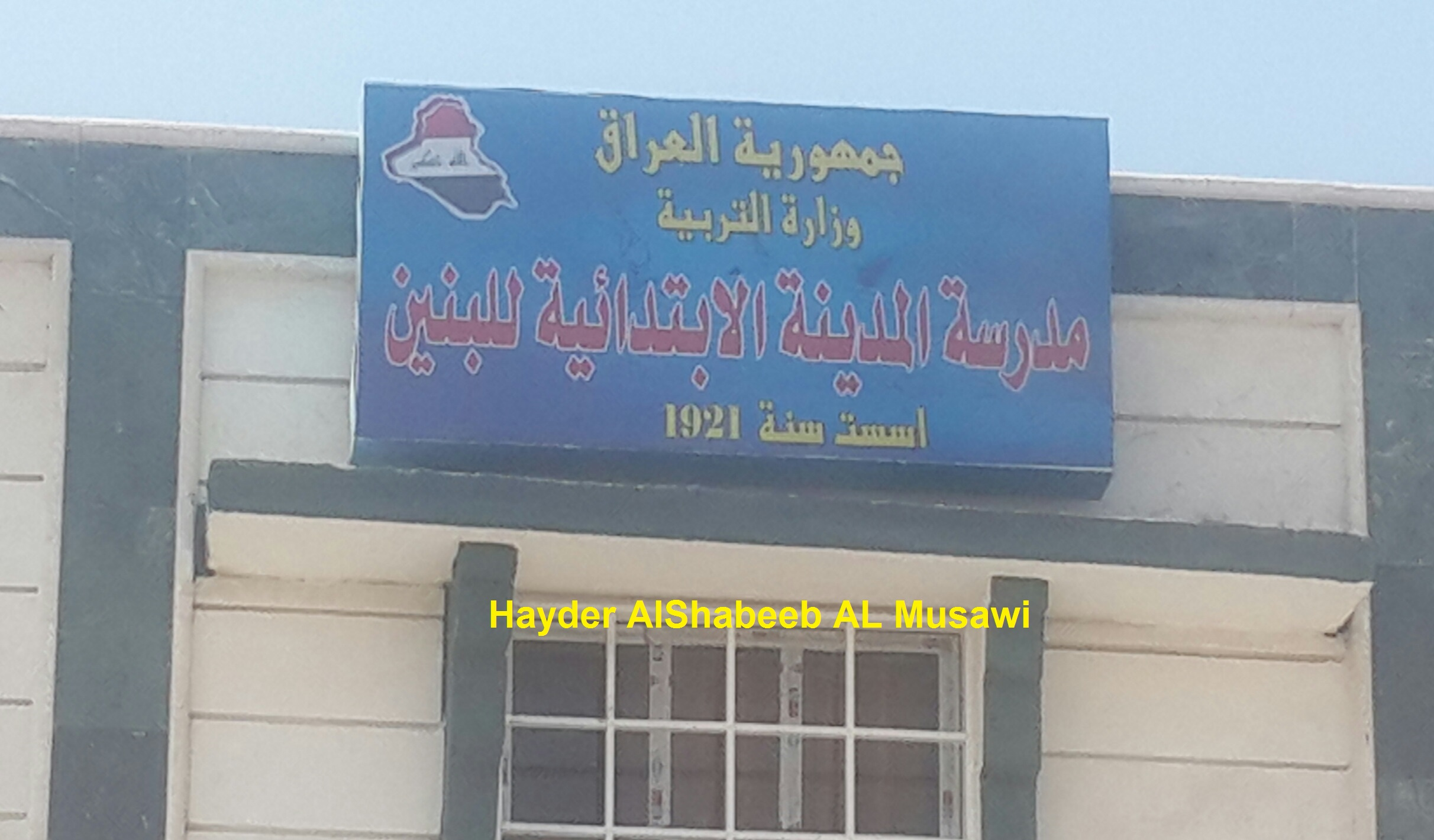
صورة تظهر تاريخ تأسيس مدرسة المدينة الابتدائية عام 1921

أنشئت أول مدرسة في قضاء المدينة عام 1921 وهي مدرسة المدينة الابتدائية التي تقع في السوق قرب نهر الفرات.

## أشخاص من قضاء المدينة
- نعمة الله الجزائري.
- عز الدين سليم.
- كاظم الحجاج.

## الرياضة
كرة القدم لها الشعبية الأولى في قضاء المدينة
ومن بعدها كرة الطائرة يمتلك القضاء ناديين في كرة الطائرة يلعبان في الدوري العراقي الممتاز بأسم نادي المدينة ونادي مدينة الشهداء 

## وصلات خارجية
- موقع مدينة البصرة نسخة محفوظة 24 يوليو 2017 على موقع واي باك مشين.